# Citocromo b561
Los 'citocromos b561 son proteínas integrales de membrana, responsables del transporte de electrones. Fijan a dos grupos heme en forma no covalente.
Se trata de una familia de oxidorreductasas dependientes de ascorbato.

## Proteínas humanas que contienen este dominio
- CYB561;
- CYB561D1;
- CYB561D2;
- CYBASC3;
- CYBRD1;